# Оффа (король англов)
Оффа (в английской историографии — Оффа I, в датской историографии — Уффо или Уффе; др.-англ. Offa, дат. Uffo или Uffe; IV век) — легендарный ютландский правитель эпохи Великого переселения народов; король англов, самый известный правитель этого племени до его переселения в Британию. В интерпретации средневековых датских историков — король данов, героически отстоявший независимость своего народа от посягательств внешних врагов.

## Биография

### Исторические источники
Оффа известен из нескольких раннесредневековых исторических источников. В поэме «Видсид» он называется среди известнейших правителей германцев и скандинавов времён Великого переселения народов, а в англосаксонских генеалогиях упоминается среди предков королей Мерсии. Об Оффе сообщается и в более поздних английских текстах: «Рьенских анналах» и «Жизни двух Офф». Предполагается, что Оффа мог быть одной персоной с упоминаемым в «Беовульфе» тёзкой, женатым на принцессе Трюд. Также Оффа отождествляется с королём ютландских данов Уффо (или Уффе), о котором сообщается в «Краткой истории королей Дакии» Свена Аггесена и «Деяниях данов» Саксона Грамматика.

### Англосаксонские источники

Полуостров Ангельн — родина Оффы

В англосаксонских генеалогиях Оффа назван сыном Вермунда, отцом Ангельтеова, дедом Эомера и прадедом Икела, при котором англы переселились со своей родины — ютландского Ангельна — в Британию. Таким образом он — прямой предок по мужской линии правивших Мерсией Иклингов, в том числе, своего тёзки, которого в некоторых источниках называют Оффой II. Генеалогии англосаксонских монархов сохранились в нескольких рукописях, в том числе, в «Англосаксонской хронике» и «Истории бриттов» Ненния. Хотя все эти источников датируются временем не ранее начала IX века, в их основе лежат более древние документы, возможно, созданные ещё в первой четверти VII века.
В сложившейся не позднее VII века поэме «Видсид» Оффа упоминается как наиболее могущественный из правителей Скандинавии и Северной Германии. Здесь он сравнивается с правителем данов Алевихом, «из мужей дружинных державцем наихрабрейшим». Однако и тот не мог превзойти «мудромужеством» короля англов. Сообщается, что став королём ещё юношей, Оффа вёл пограничные споры со своими соседями мюрьингами: он «мечом границы указал незыблемые землям мюрьингов, рубежи у Фифельдора, удержали их и доныне англы и свэвы, как позволил Оффа». Кто были эти мюрьинги, точно не установлено: возможно, это было название одного из племён свеев, свевов или саксов, возможно, это название династии. Повествование о поединке Оффы со своими противниками, подробно рассказанное в трудах позднейших датских историков, в «Видсиде» только кратко упоминается. Этот король англов — первый из правителей, кто установил границу между Ютландией и Саксонией по реке Айдер. Предполагается, что начиная строительство вала на границе своих владений и Уэльса, король Оффа Мерсийский вдохновлялся примером своего дальнего предка. В «Видсиде» король Оффа представлен как покровитель сказителя поэмы, от двора которого тот направился к другому своему благотворителю, королю готов Германариху. Описание народов и их правителей, которых, якобы, тот посетил, являются основным содержанием поэмы.
Предполагается, что Оффа тождественен тёзке, упоминающемуся в поэме «Беовульф». В ней он назван сыном Гармунда, отцом Эомера и мужем Трюд, дочери короля. Та была известна своей гордостью и жестокостью, но своей любовью Оффа смог отвратить супругу от этих пристрастий. В поэме Оффа назван конунгом: «вождь дружинный, герой досточестный, из сынов земли всеизвестнейший, …, от моря до моря Оффа славился и победами ратными и подарками щедрыми копьеносцам-дружинникам, и в державе своей мудровластием». Однако существует также мнение, подвергающее сомнению отождествление короля англов Оффы и персонажа «Беовульфа».

### Датские источники
Средневековые датские историки XII—XIII веков интерпретировали имевшиеся в их распоряжении сведения о далёком прошлом своей родины с позиции превосходства их соотечественников над другими поселенцами Дании. В том числе, ряд персон, в ранних источниках никак не связанные с данами, в трудах Свена Аггесена и Саксона Грамматика стали представителями этого народа. Среди таких лиц оказались и известный из местных преданий король англов Оффа (в датских источниках — Уффо или Уффе).
Согласно средневековым датским историкам, Уффо был сыном короля данов Вермунда, родившимся тогда, когда его отец был уже в преклонном возрасте. Хотя Уффо был сильнее всех своих сверстников, но «с самого детства был настолько глуп и нерасторопен, что производил впечатление человека, совершенно неспособного устраивать и свои личные, и государственные дела». К тому же сын короля долгие годы хранил молчание, так что все думали, что в дополнение к своим недостаткам он ещё и немой. Поэтому Вермунд, чтобы обеспечить за своим сыном престол, женил Уффо на дочери очень уважаемого им Фреавине, надеясь, что тот поможет зятю править данами. Однако этим планам не суждено было сбыться, так как Фреавине был убит в поединке военачальником Адислом. Вермунд впоследствии вырастил сыновей Фреавине Кета и Вига как своих собственных. Те же навлекли большой позор на своих соотечественников, когда из засады напали в лесу на одинокого Адисла и убили его. Окружающие народы стали издеваться над данами, обвиняя их в трусости, ибо те не посмели выступить против своего врага один на один. В конце концов соседствовавшие с данами саксы решили, что ослепший к тому времени Вермунд слишком слаб. Они отправили своих посланников ко двору правителя данов, требуя отдать им его королевство. В ответ Вермунд вызвал правителя саксов на поединок, но тот отказался сражаться со слепым. Именно тогда Уффо впервые заговорил после тринадцатилетнего молчания, объяснив, что оно было вызвано великим бесчестием, связанным со смертью Адисла. Чтобы отстоять честь данов, Уффо вызвал короля саксов и одного из его лучших воинов на поединок. Бой произошёл на острове на реке Айдер в местечке Куненгикамп (сейчас — часть города Рендсбург). В нём Уффо убил своих противников мечом своего отца Скрепом. Таким образом он не только отстоял независимость данов, но и подчинил себе саксов, признавших над собой власть победителя. За эти подвиги Уффо получил от соотечественников прозвище «Сильный». После смерти отца Уффо унаследовал власть над данами и саксами, а ему, в свою очередь, наследовал его сын Дан II. Повествование об Уффо Саксон Грамматик завершил словами: «Я был так краток в рассказе о его подвигах, поскольку скудость нашей древней письменности лишила многих великих мужей из нашего народа заслуженных ими славы и памяти. И, если бы благоволением судьбы латынь была известна в нашей стране уже в старые времена, сегодня в нашем распоряжении было бы огромное множество книг о подвигах данов».
Сообщая о правлении Уффо, Саксон Грамматик писал, что некоторые из предшествовавших ему авторов называли этого монарха именем Олав Кроткий, так как тот правил данами с удивительной мягкостью.

### Английские источники

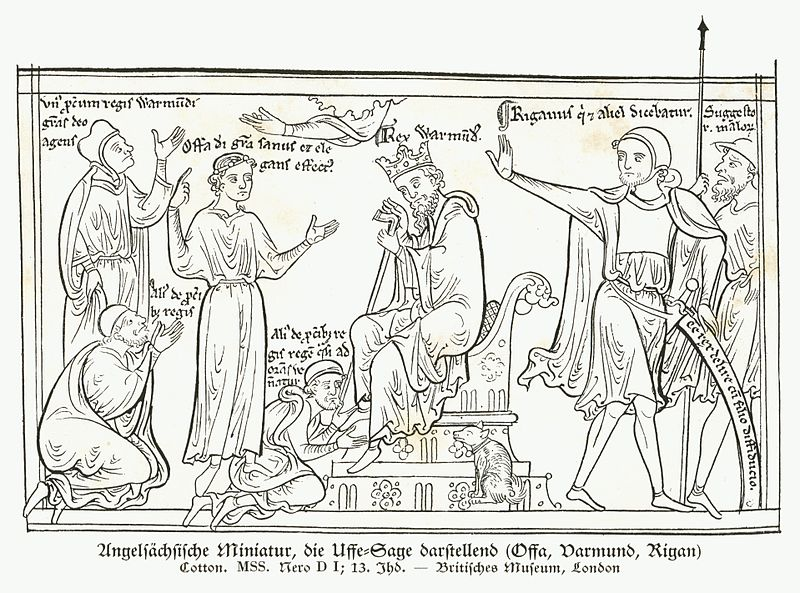
Оффа, Вермунд и Риган.
Миниатюра из рукописи «Жизнь двух Офф», возможно, нарисованная Матвеем Парижским

Близкое к датскому сказанию об Уффо повествование сохранилось в сочинении «Жизнь Оффы Первого», входящем в написанный в XIII веке Матвеем Парижским труд «Жизнь двух Офф». Здесь связанные с Оффой события происходят в Британии. В этом сочинении Вермунд — король восточных англов, столицей которых был Уорик. Сам Оффа был до семи лет слеп и до тридцати нем, но чудесным образом исцелённый победил в поединке двух превосходивших его силой противников, Хильдебранда и Свена, отец которых, придворный Риган, попытался свергнуть короля Вермунда. Значительная часть повествования посвящена браку Оффы и дочери правителя Йорка: будучи ложно оклеветаны своими врагами, королева и её дети были отправлены в изгнание, но спасённые отшельником, позднее благополучно возвратились к Оффе. В рукописи «Жизни двух Офф» — Cotton. MMS. Nero D I — находятся несколько миниатюр, автором которых мог быть сам Матвей Парижский.

### Современные исследования
Возможно, также как и некоторые другие упоминающиеся в «Видсиде» персоны, король англов Оффа мог быть реально существовавшим правителем. Такое предположение делается на основании древности сохранившихся свидетельств об этом монархе. Однако какие связанные с Оффой события в действительности имели место, неизвестно. Владения Оффы находились к северу от реки Айдер, в местности, в древности известной как Ангельн, а теперь Восточный Шлезвиг. Он — самый знаменитый в его время правитель Скандинавии и Северной Германии. По мнению О. А. Смирницкой, Оффа — легендарный родоначальник англов. Предполагается, что деятельность Оффы должна датироваться второй половиной IV века. Такие выводы делаются на основании упоминания короля англов в англосаксонских генеалогиях: его правнук Икел возглавлял переселение своего народа в Британию, а сам Оффа был предком в двенадцатом поколении короля Оффы Мерсийского. Однако также возможно, что сведения о нём были внесены в поэму «Видсид» значительно позднее создания её основного текста под впечатлением от деятельности короля Оффы Мерсийского.
Ряд историков не поддерживает правильность отождествления короля англов Оффы и его тёзки из «Беовульфа». Основные сомнения связаны с упоминающимся в «Беовульфе» браком Оффы и Трюд. Предполагается, что эти сведения могли быть внесены в поэму значительно позднее создания основной части её текста и содержать факты из жизни супруги короля Оффы Мерсийского Кинетриты. Также возможно, что Трюд тождественна также упоминающейся в поэме Хюгд, жене короля гётов Хигелака. Сторонники этого мнения считают Оффу её первым супругом, а Хигелака — вторым. Свидетельства же Матвея Парижского о браке короля Оффы считаются абсолютно недостоверными.
Упоминание о короле Олаве Кротком как преемнике Вигмунда и предшественнике Дана II, кроме труда Саксона Грамматика содержащееся ещё в нескольких датских средневековых генеалогиях, современными историками интерпретируется как свидетельство об искусственном включении короля англов Оффы в число монархов Дании. Вероятно, зная о первоначальном жительстве англов в Ютландии, Свен Аггесен и Саксон Грамматик приписали Оффу к данам с целью прославления древних правителей своих соотечественников. Современные исследователи считают, что и после переселения англов в Британию в Ютландии сохранялись сказания о жизни этого народа, в первую очередь, о героических деяниях их королей. Предполагается, что именно такие не сохранившиеся в поздней англосаксонской литературе предания легли в основу сведений Саксона Грамматика о победе короля Уффо в поединке в местечке Куненгикамп.
Согласно всем источникам, после смерти Оффы его владения унаследовали его мужские потомки. По англосаксонским источникам, англами стал править Ангельтеов, а согласно скандинавским историкам, власть над данами получил Дан II.

### Память
Хотя Оффа был правителем англов, а не данов, память о нём в большей мере сохраняется среди современных датчан, чем англичан. В Дании Уффо считается национальным героем, не только отстоявшим независимость данов, но и отстоявшим честь соотечественников от унижений со стороны соседних народов. Этого короля изображали Л. Фрёлих и Л. Му. В Коллинге установлен памятник Уффо работы А. М. Карл-Нильсен, моделями для которого были композитор К. Нильсен и спортсмены Ф. Моэсгор и Х. Хансенс. Памятник Уффо созданный А. Хансеном установлен на стадионе Остербро Стадиум в Копенгагене, а созданный Й. К. Бьергом — в Веннелистпаркене в Орхусе. Имя короля Уффо присвоено основанной в 1935 году датской школе в германском городе Тённинг.